# Henry Rawlinson
Henry Creswicke Rawlinson, Primer Baronet (Chadlington, Oxfordshire, 11 de abril de 1810 – Londres, 5 de marzo de 1895) fue un soldado británico, diplomático y orientalista. También conocido como el «Padre de la Asiriología».
En 1827 viajó a la India como cadete de la Compañía Británica de las Indias Orientales. En seis años pasó a ser subalterno, en ese periodo aprendió la lengua persa, fue enviado a Persia en una compañía con otros oficiales británicos para reorganizar las tropas del Sah. Esa fue su primera aproximación al estudio de inscripciones, que le atrajo mucho, particularmente aquellos caracteres cuneiformes cuyo significado no había sido descifrado aún. En el transcurso de dos años, durante los cuales vivió en las inmediaciones, transcribió todo lo que le fue posible de la gran inscripción cuneiforme en Behistún. Esta inscripción trilingüe databa del siglo V a. C. Pero las fricciones entre la corte persa y el gobierno británico terminó con la partida de los oficiales británicos.
Rawlinson fue nombrado agente político en Kandahar en 1840. En dicha condición, sirvió por tres años, su labor política fue tan meritoria como su diplomacia en el tratamiento de varios asuntos de la Guerra Afgana; por dichos méritos fue premiado con la distinción de C.B. en 1844.
Un golpe de suerte lo dio a conocer personalmente al Gobernador General, lo que lo llevó a ser nombrado, por voluntad propia, agente político en Otomán, Arabia. Por lo que se estableció en Bagdad, donde dedicó mucho tiempo a los estudios de la escritura cuneiforme. Le era posible, entonces, bajo considerables dificultades y riesgo personal no menor, hacer una transcripción completa de la inscripción de Behistún, la cual descifró e interpretó con éxito. Habiendo recopilado una gran cantidad de invaluable información de estos temas, además de su gran conocimiento geográfico ganado en la realización de varias exploraciones (incluyendo visitas con Sir Austen Henry Layard a las ruinas de Nínive), volvió a Inglaterra en 1849.

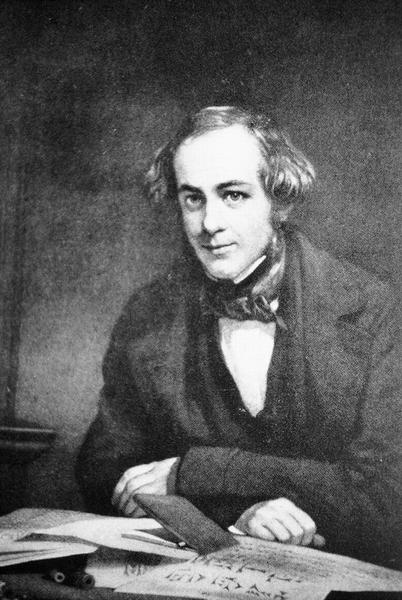
Henry Creswicke Rawlinson a la edad de 40 años, pintura de Henry Wyndham Phillips.

Rawlinson permaneció allí por dos años, publicó su memoria sobre la inscripción Behistun en 1851 y fue ascendido al rango de teniente coronel. Luego confió su valiosa colección de antigüedades babilonias, sabaneas y sasanias al Museo Británico, que a su vez lo habilitó para llevar a cabo las excavaciones asirias y babilonias iniciadas por Layard. En 1851 volvió a Bagdad. Las excavaciones se llevaron a cabo bajo su dirección con resultados muy valiosos, el descubrimiento más importante de material que contribuyó al descifre final e interpretación de los caracteres cuneiformes, siendo su mayor contribución el descubrimiento de que los signos tenían diferentes lecturas dependiendo de su contexto.
Un accidente ocurrido en 1855 alentó su determinación de volver a Inglaterra y ese año renunció a su puesto en la Compañía de India Oriental. A su regreso a Inglaterra se le confirió la distinción K.C.B. y se le nombró director de la Compañía de India Oriental.
Los cuarenta años restantes de su vida estuvieron plenos de actividad política diplomática y científica, desarrollada en Londres en su mayor parte. En 1858 fue nombrado miembro del Consejo de la India, pero renunció en 1859, siendo enviado a Persia como ministro extraordinario y plenipotenciario. Este último puesto lo mantuvo solo por un año, arguyendo su insatisfacción con circunstancias relacionadas con su posición oficial allá. Anteriormente, se había establecido en el Parlamento como representante por Reigate desde febrero a septiembre de 1858; nuevamente se estableció como representante de Frome, entre 1865 y 1868. Fue nombrado nuevamente miembro el Consejo de India en 1868 y continuó sirviendo en él hasta su muerte. Fue un gran defensor de la intervención en Afganistán y aconsejó la retención de Kandahar. Rawlinson fue una de las figuras más importantes en plantear que Inglaterra debía vigilar los intereses rusos en el Sur de Asia. Opinaba que el Zar de Rusia atacaría y absorbería Khokand, Bokhara y Khiva (lo cual hizo) e invadiría Persia (actualmente Irán) y Afganistán como trampolines a la India Británica.
Sus visiones fueron expresadas particularmente en Inglaterra y Rusia en el este (1875). Estuvo encargado del Museo Británico desde 1876 hasta su muerte. Fue nombrado Baronet en 1891, fue presidente de la Sociedad Geográfica Británica entre 1874 y 1875 y de la Sociedad Asiática entre 1878 a 1881; asimismo recibió grados honoríficos en Oxford, Cambridge y Edimburgo.
Casó con Louisa Caroline Harcourt Seymour en septiembre de 1862, con la cual tuvo dos hijos. Enviudó en 1889 y murió en Londres seis años después.

## Obras de Henry Rawlinson
Sus obras publicadas incluyen (además de contribuciones menores a las publicaciones de algunas sociedades) cuatro volúmenes de inscripciones cuneiformes, publicados bajo su dirección ente 1870 y 1884 por los miembros del consejo de administración del Museo Británico. La Inscripción Cuneiforme Persa en Behistun (1846-51) y Esbozo de la Historia de Asiria (1852), ambos reimpresos de los periódicos de la Sociedad Asiática. Un Comentario sobre las Inscripciones Cuneiformes de Babilonia y Asiria (1850). Notas de la Historia Temprana de Babilonia (1854), Inglaterra y Rusia en el Este (1875).
Contribuyó a artículos en Bagdad, el Éufrates y Kurdistán a la novena edición de la Enciclopedia Británica, junto con varios otros artículos sobre el Oriente y asistió en la edición y traducción de las Historias de Heródoto de su hermano Canon George Rawlinson.